# Condado del Alcázar de Toledo
El condado del Alcázar de Toledo, con grandeza de España originaria, fue un título nobiliario español concedido por Francisco Franco el 18 de julio de 1948 a favor del capitán general del ejército de España José Moscardó e Ituarte.
El condado fue suprimido el 21 de octubre de 2022 tras la entrada en vigor de la Ley de Memoria Democrática.

## Denominación

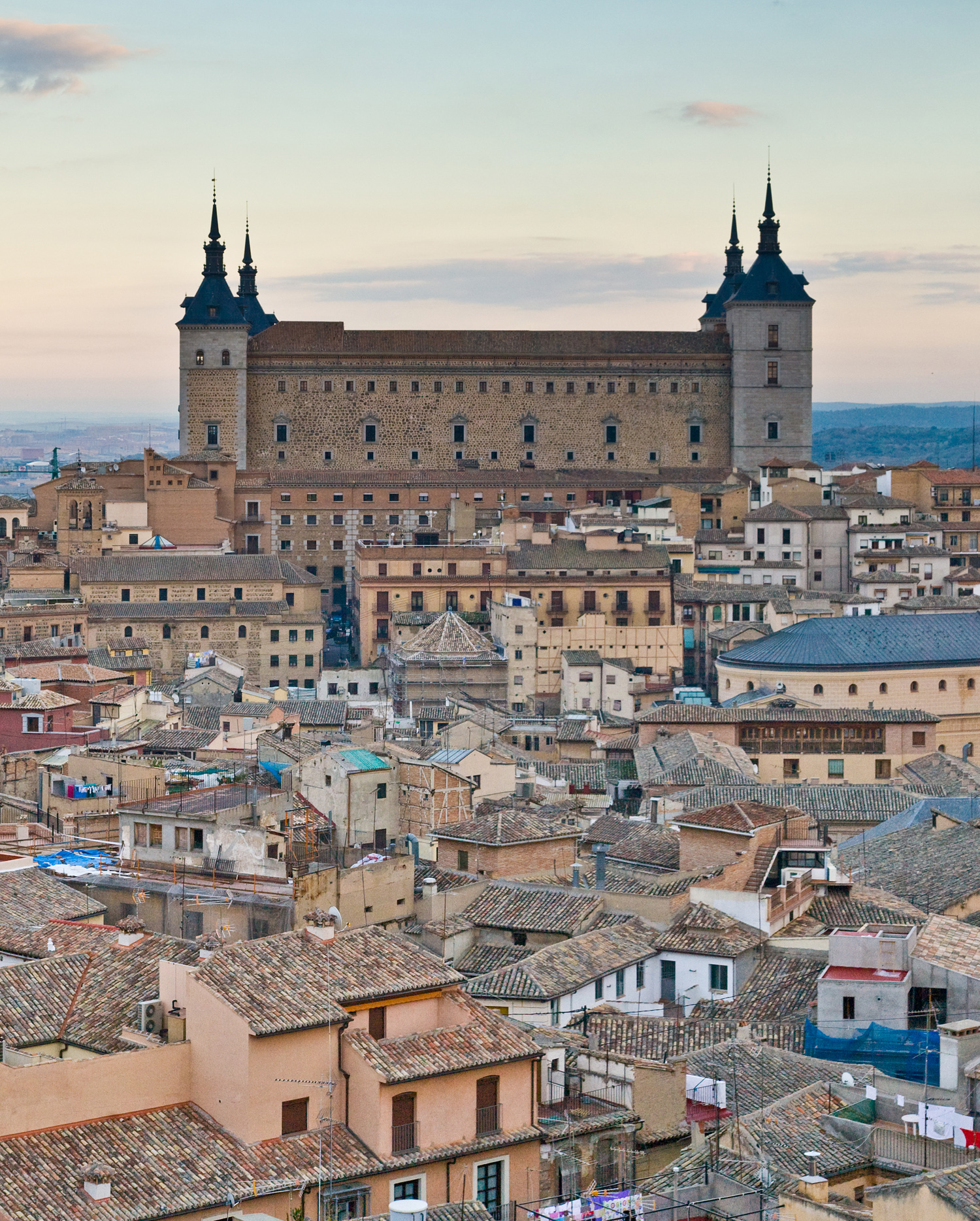
El Alcázar de Toledo.

Su denominación hace referencia al Alcázar de Toledo, fortaleza de Toledo, en la provincia de Toledo, que el entonces coronel Moscardó defendió, con éxito, del asedio a que fue sometida durante el principio de la guerra civil española por parte de las tropas republicanas, y en cuya guerra perdió dos hijos, uno de ellos que había sido hecho prisionero, por no rendir el referido Alcázar.

## Armas
De merced nueva. Escudo cortado: 1.º, en campo de azur, un castillo de plata, terrasado de sinople, y 2.º, las ruinas del Alcázar de Toledo, al natural.

## Condes del Alcázar de Toledo
| Creación por Francisco Franco | Creación por Francisco Franco             | Creación por Francisco Franco |
| ----------------------------- | ----------------------------------------- | ----------------------------- |
| I                             | José Moscardó e Ituarte                   | 1948-1956                     |
| II                            | Miguel Moscardó y Guzmán                  | 1957-1973                     |
| III                           | José Luis Moscardó y Morales-Vara del Rey | 1973-2022                     |